# Apollo–6
Az Apollo–6 az amerikai Apollo-program második és egyben utolsó olyan tesztrepülése volt, amikor még nem ültek űrhajósok az űrhajóban, de már a teljes kiépítésű Saturn V rakétát használta a NASA az űrhajó felbocsátásához. A NASA által felállított repülési szisztémában az A típusú repülés jelölést kapta a parancsnoki űrhajó első berepülése (legyen az bármilyen hordozóeszközzel végrehajtva), így az Apollo–4 után ez a repülés lett a második A típusú repülés (egyben az egyetlen, amikor ugyanabból a típusból megismételtek volna repüléseket).
A repülés célja, hogy igazolják a Saturn V képességét, hogy holdirányú pályára képes állítani az Apollo űrhajórendszert, illetve hogy a Holdtól visszatérő űrhajó hőpajzsa alkalmas a visszatéréskor fellépő extrém hőterhelésre. Ennek keretében a rakétára egy valódi Block I űrhajót építettek, valamint a holdkompot imitálandó, annak tömegének 80%-t kitevő holdkomp utánzatot építettek be. A rakéta harmadik fokozata, az S-IVB hajtóművének ismételt beindításával kívántak holdirányra állni az űrhajóval, majd annak főhajtóművével – mintegy imitálva egy pályaközi repülésmegszakítást – visszafordultak volna a Föld felé, hogy nagy sebességű visszatérést szimuláljanak az űrhajóval, amelynek hőpajzsát tesztelték volna ezáltal.
A startra 1968. április 4-én került sor, helyi idő szerint 7:00-kor (12:00 UTC), ám az emelkedés második percében rögtön problémák léptek fel. Az első fokozat hajtóműveiben ún. pogo oszcilláció, azaz nyomáslengések léptek fel, amelynek következtében a rakétahajtóművek rángatni kezdték az egész űrszerelvényt. A mért értékek csalódást keltőek voltak, mivel meghaladták azokat a biztonsági limiteket, amelyekkel még emberek biztonsággal tudtak volna utazni az űrhajó fedélzetén. Tetézte a bajt, hogy a fokozatleválást követően az S-II fokozat J–2-es hajtóművei közül kettő is leállt, és csak a maradék három hajtómű hosszabb égetésével, majd az S-IVB fokozat szintén hosszabb égetésével sikerült a tervezettől teljesen eltérő orbitális pályára állítani az űrszerelvényt. A pályára állás után következett volna az S-IVB újraindítása, ám egy hiba miatt ez is kudarcot vallott, és végül az Apollo űrhajó SPS hajtóművének segítségével tudták csak nagy magasságba emelni az űrhajót, hogy a sebesség- és hőpajzstesztet el tudják végezni. További járulékos kár volt, hogy az emelkedés során az űrhajót védő orrkúpról panelek váltak le a különböző erőhatások következtében.
Az űrhajó 9 óra 57 perc 20 másodperc repülést követően szállt le a U.S.S. Okinawa hadihajó mellett, a Hawaii-szigetektől északra, a Csendes-óceánon, csak részben teljesítve a kitűzött feladatokat. A kivizsgálás megállapította, hogy kisebb tervezési hiányosságok okozták mind a pogo oszcillációt, mind a második fokozat hajtóműveinek leállását, amelyeket a teszteket követően különböző változtatásokkal megoldottak a mérnökök.
Az Apollo–6 részleges kudarca azonban elveszett a hírek között, és nem gyakorolt túl nagy befolyást a közvéleményre, mivel ugyanaznap hajtották végre a tesztrepülést, amikor egy orvlövész megölte Martin Luther Kinget, valamint amikor Lyndon B. Johnson elnök bejelentette, hogy nem indul az 1968-as elnökválasztásokon az újraválasztásáért.

## Előzmények
A hidegháború egyik színtereként az 1950-es és 1960-as években elindult az űrverseny, amelyben a világ két szuperhatalma feszült egymásnak, hogy egymás előtt hajtson végre olyan teljesítményeket, amelyek egyrészt a létező legmagasabb csúcstechnológiát képviselték, másrészt megelőztek velük mindenkit. Ebben a versenyben kezdetben a Szovjetunió járt elöl, az USA pedig kétségbeesetten akarta utolérni a szovjet teljesítményeket. Ennek jegyében határozták el – és hirdette ki John F. Kennedy –, hogy embert juttatnak a Holdra, hogy elhomályosítva a szovjetek addigi élen járását, egy elképzelhetetlen projekt végrehajtásával törjenek előre. A feladatot a NASA kapta, amelynek berkein belül több lépcsőben ki is dolgozták a Hold elérésének módszerét. A fejlődési lépcsők, amelyeken átment a tervezés: előbb az ún. direkt leszállás módszerét tűzték ki, amelyet – annak gyakorlati megvalósíthatatlansága miatt – felváltott az ún. EOR (Earth Orbit Rendezvous – Randevú Föld körüli pályán) módszer, végül pedig – egy forradalmi megoldás felmerülése nyomán – lefektették az ún. LOR (Lunar Orbit Rendezvous – Hold körüli pályán végrehajtott randevú) koncepcióját. Az elgondolások között a felküldendő tömeg volt a lényegi különbség. Az elsőnél egy óriási tömegű rakéta szállt volna fel a Földről, majd eljutván a Holdhoz le a holdfelszínre és vissza. A második már annyit enyhített ezen, hogy a gigantikus feljuttatandó tömeget több „csomagban” juttatta volna fel Föld körüli pályára, ahol őket összedokkolgatva indulhatott volna a Holdra. Ez a megoldás is azzal járt volna, hogy visszafelé egy akkora űrszerelvény startolt volna a holdfelszínről, mint a Mercury program rakéta-űrhajó rendszerei, amelynek startjához egy hatalmas indítóállás és százas nagyságrendű szakember volt szükséges itt a Földön, szemben a holdi zéró kiszolgáló infrastruktúrával. A harmadik pedig azt a forradalmi újítást hozta el, hogy két külön űrhajót vizionált, egyet amelyikben a holdutazók eljutnak a Holdig, majd vissza a Földre, és egy másikat, amelyet csak a holdi leszállásra és felszállásra használnak. Ezzel meg lehetett takarítani azt a jelentős tömeget, amely a hazajutáshoz szükséges hajtóanyag kényszerű Holdra juttatásával, majd onnan való felszállításával járt volna. Ez utóbbi koncepció kijelölte a fejlesztési irányokat is: kell egy nagyobb és egy kisebb űrhajó, egy anyaűrhajó és egy holdkomp.
Az általános koncepció birtokában kezdődött a részletes fejlesztés. Az egyes szakterületek megkapták az egyes hardver részegységek fejlesztését. Megkezdődött az Apollo űrhajó és a holdkomp tervezése űripari beszállítók – a North American és a Grumman – bevonásával, illetve a hordozórakéták fejlesztése. Utóbbi irányban már nem nulláról indult a fejlesztés. Wernher von Braun már a koncepció kialakulása előtt elkezdte az óriásrakéták fejlesztését. Az egyik ilyen rakéta a Saturn I, illetve Saturn IB volt, amely kisebb tömeget volt képes feljuttatni, a másik pedig egy valódi óriás, a Saturn V volt. A LOR-koncepció zsenialitása éppen abban állt, hogy a feljuttatandó tömeg éppen belefért a már fejlesztés alatt levő rakéta kapacitásába. De ennek keretében úgy a rakétáknak, mint az űrhajóegységeknek végig kellett járniuk a fejlesztés különböző lépcsőfokait. Ez a fejlesztés egy sor tesztet foglalt magába, amelyeket egyrészt a gyártóhelyen (pl. különböző statikus hajtóműtesztek), másrészt csak az egyes rakétafokozatok, vagy űrhajók külön kipróbálásával, harmadrészt pedig a Földön lehetett elvégezni. Azonban a végső teszt, a teljes kiépítésű rakéta reptetése volt a tesztek csúcsa. A NASA erre is kitűzött egy közbenső megoldást: a rakétát egy űrhajómakettel, automata üzemmódban reptette, még természetesen emberi jelenlét nélkül.

### A Saturn V fejlesztése

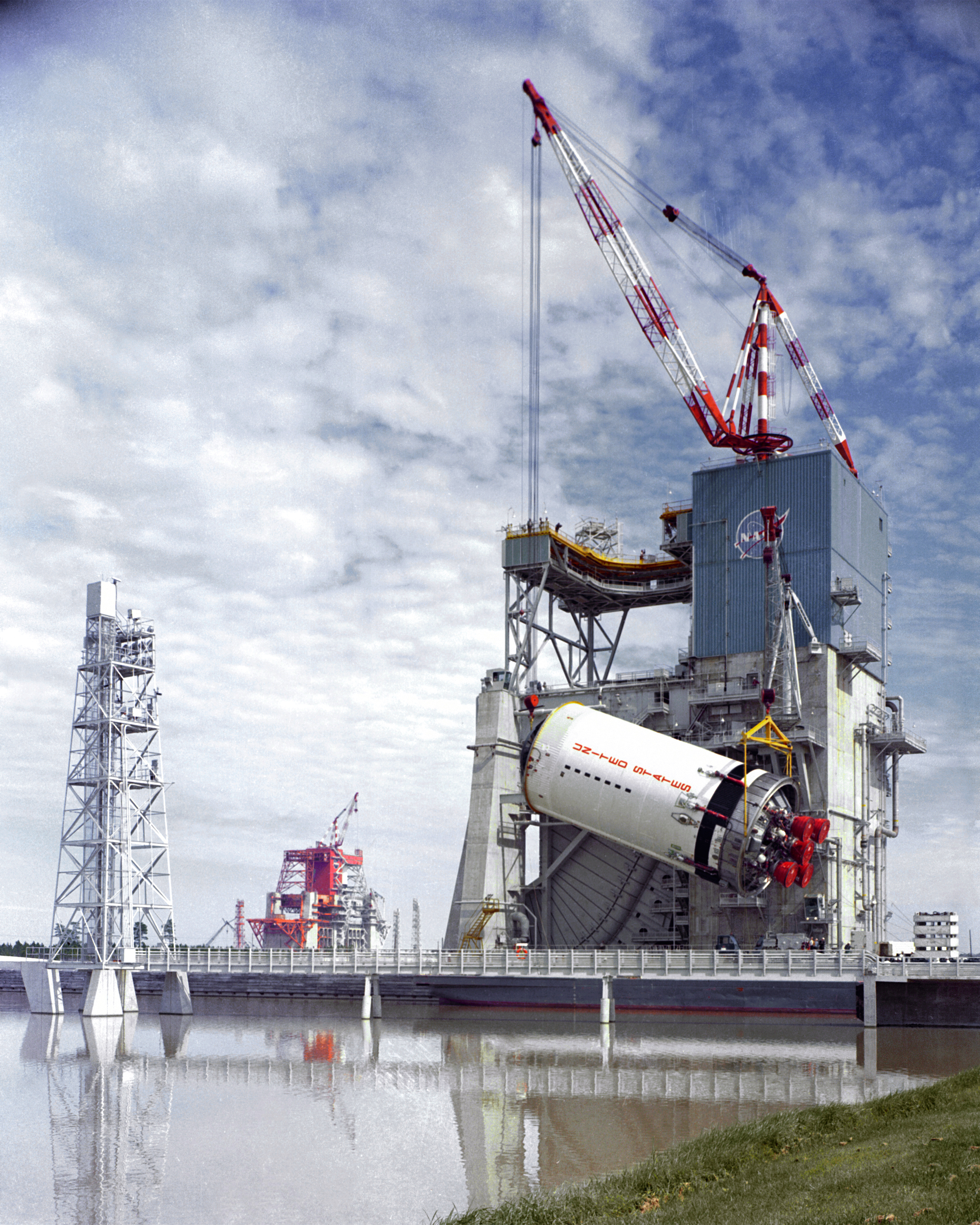
Az S-II-t emelik be a Mississippi Test Részlegben az A–2 jelű próbapadra

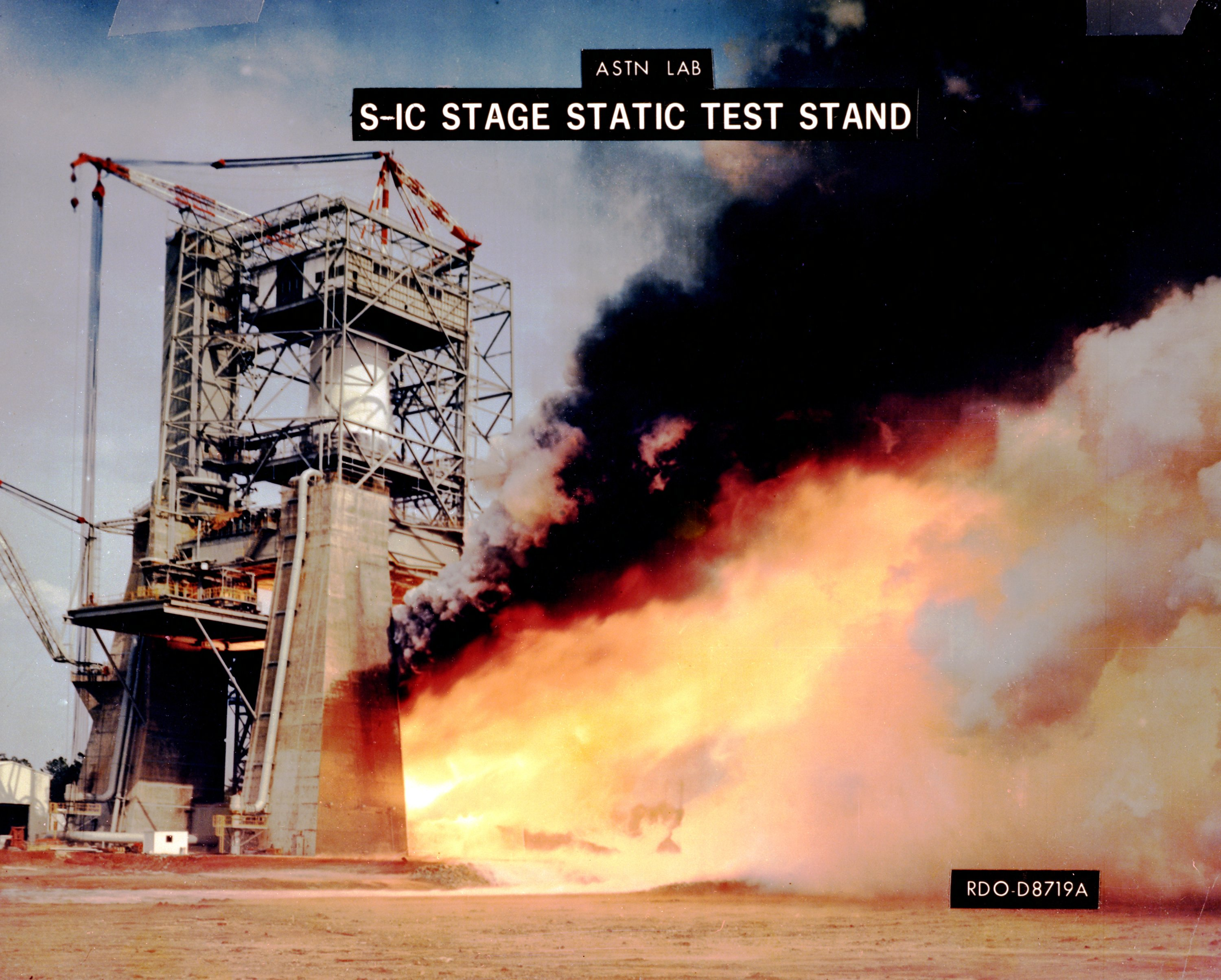
Az S-IC fokozat statikus tesztje

A holdra szálláshoz szükséges kapacitású rakéta fejlesztése 1956-ban kezdődött, amikor az amerikai hadsereg nehézrakéták fejlesztésére írt ki megbízást, amellyel új típusú kommunikációs és egyéb műholdakat (értsd: kémműholdakat) kívántak Föld körüli pályára állítani. A hadsereg erre szakosodott intézménye, az ARPA írta ki a követelményeket: a rakétának 9000–18 000 kilogramm tömegű eszközt kellett Föld körüli pályára állítani, és 2700–5400 kilogrammos tömeget szökési sebességre gyorsítani. A követelményeknek alapot adó számítások szerint a leendő rakéta első fokozatának tolóereje meg kellett haladja a 6700 kN értéket, ami túllépett minden, akkoriban létező rakéta tolóerején. Ezt a problémát úgy próbálták terv szinten áthidalni, hogy az egy rakéta(fokozat) = egy hajtómű kialakítás helyett az ún. cluster (csokorba kötött) kialakítást javasolták, azaz egy fokozatba egymás mellé több hajtóművet is szereltek volna. Ezt az elképzelést a létező legkorszerűbb harci rendeltetésű rakéták, a Jupiter hordozórakéták analógiáján Super-Jupiter vagy Super-Juno néven kezdték el tervezni.
A Jupiter név helyett nemsokára – jelezve, hogy már nem ugyanarról a rakétáról van szó, hanem annak egy teljesen átalakult, önálló új verziójáról – a Saturn néven kezdték jegyezni az új projektet, mintegy jelezve, ahogy a bolygók között is a Szaturnusz követi a Jupitert, így követi a rakéták sorában is hasonló néven az egyik a másikat. 1957. október 7-én sok tekintetben megváltozott a világ, amikor a Szputnyik–1 Föld körüli pályára állt. Válaszul Eisenhower elnök megalapította a NASA-t, és az új szervezet megkapta a további rakétafejlesztések koordinációs szerepkörét. A NASA felülvizsgált minden rakétafejlesztést, amelynek folyamatában a Silverstein-bizottság meghatározta a Saturn rakéták lehetséges fejlesztési irányait is. A különböző lehetséges első, második és harmadik fokozatok, hajtóművek variálásával egész rakétacsalád jött létre papíron. Így került a lehetséges fejlesztések közé a kisebb kapacitású Saturn I, illetve a legmerészebb kiépítésű, mindenben a legnagyobb kapacitású Saturn V változat. A fejlesztésekkel Wernher von Braun csapatát bízták meg.
Nagyjából a rakéták NASA fennhatóság alá kerülésével egy időben derült ki, hogy a kémműholdak vagy az atom robbanófejek területén végbement miniatürizálás szinte nem várt eredményeket hozott, és a hadseregnek már nincs szüksége a hirtelen mérhetetlenül erőssé vált rakétákra, ehelyett ezekre mint űrrakéta lesz szükség. Ezt erősítette meg Kennedy elnök bejelentése a holdra szállásról, amely pontosan az ilyen hatalmas kapacitású űreszközöket tette szükségessé. A koncepciótervek véglegesítésekor kialakult két fő irány. Az egyik Saturn I néven egy kisebb rakéta, amely egy nyolc H–1 jelű hajtóművet tartalmazó első fokozatból, az S-I-ből és egy hat RL10 hajtóművet magába foglaló második fokozatból, az S-IV-ből állt (később ennek továbbfejlesztéséből jött létre a Saturn IB). A kisebb rakéta mintegy 9100 kilogrammnyi tömeget volt képes Föld körüli pályára állítani, míg kb. 2200 kilogrammot a Holdhoz eljuttatni. A másik fejlesztési ág a maximum kialakítású változat, a Saturn V létrehozása volt. A tervek szerint a Saturn V első fokozata az S-IC öt, még csak a rajzasztalon létező F–1 hajtóművet kapott volna, amelyre aztán ráépítették volna a szintén forradalmi S-II fokozatot, amely szintén öt, hidrogén-oxigén hajtású J–2 hajtóművet kapott, és ennek tetejébe ültettek egy harmadik fokozatot, az S-IVB-t, amely egyetlen J–2-es hajtóművével 140 000 kg-ot kellett Föld körüli pályára és 48 600 kilogrammot a Holdhoz juttatnia.
A tervezés az alabamai Marschall Űrközpont – Wernher von Braun birodalma – feladata lett, ahol testet öltött a rakéta. A tervezés hivatalosan 1962. január 10-én kezdődött, még C–5 típusjel alatt, és 1963 elején jelölték ki mint az Apollo–programban használt hordozóeszközt, onnantól Saturn V néven futott tovább a végtermék. Számos járulékos beruházás (például a Marschall Űrközpontban épült próbapadok, amelyeken az új, példátlan erejű F–1 hajtóművek kipróbálhatóak voltak) után a rakéta 1967 közepére öltött testet. A gyártását szétszórta a NASA a különböző űripari szereplők között, így az S-IC-t a Boeing készítette a Michoud Összeszerelő Üzemben, az S-II-t a North American Seal Beach-en, Kaliforniában, míg az S–IVB-t a Douglas építette. Az óriásrakéta 121 méter magas volt, a tömege 2 950 000 kg, bár a végeredmény kissé elmaradt a tervektől, Föld körüli pályára csak 118 000 kg, a holdhoz pedig 41 000 kg tömeg eljuttatására volt képes. Az első teljes kiépítésű kipróbálására 1967 novemberében került sor.

### Az Apollo űrhajó fejlesztése

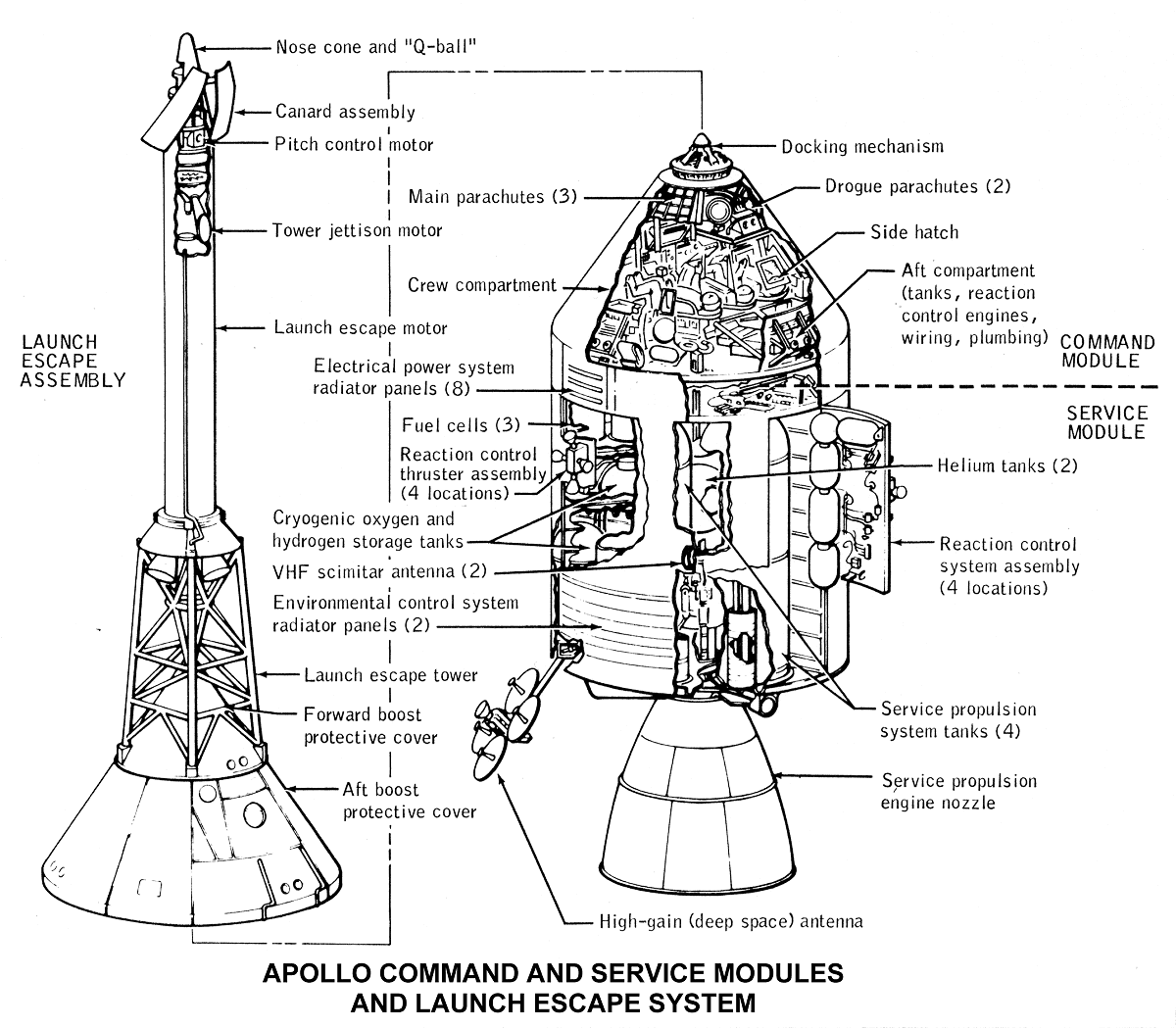
Az Apollo parancsnoki és műszaki egység (CSM) röntgenrajza

Az Apollo űrhajó tervezése rögtön Kennedy elnök bejelentését követően megkezdődött, és gyártóként – némileg meglepetésre – a North Americannel kötött szerződést a NASA. A szerződéskötéskor még a Direkt leszállás koncepciója volt érvényben, az űrhajó dizájnban semmilyen holdkompról nem volt szó, így a tervezés egyetlen önálló űrhajó irányából indult el, amelynek semmivel nem kell összekapcsolódnia az űrben. Ez változott meg alapjaiban, amikor a NASA új koncepciót nevezett meg a holdra szállás alapjául, immár két űrhajóval és dokkolással. A tervezésben ezért ez a váltás nyomot is hagyott, a már nagy vonalakban megtervezett, de összekapcsolódásra és ilyen konfigurációban való repülésre alkalmatlan verzió tervezését és előállítását időtakarékosságból meghagyták Block I (Első gyártási sorozat) jellel, míg a végleges változatot Block II néven vitték tovább. Később úgy tervezték, hogy a Block I-gyel repülik az összes tesztet, és az emberekkel térnek át a Block II-re.
A dizájnban megtartották a Gemini űrhajó tervezési alapelveit, így az űrhajó egy csonkakúp alakú legénységi kabinból és egy hengeres műszaki egységből állt össze. Az előbbiben helyezték el az űrhajósokat, illetve az ő létfenntartásukhoz szükséges berendezéseket, valamint a műszerfalat és a leszálláshoz szükséges ejtőernyőházat (valamint a Block II esetén az összekapcsolódáshoz szükséges radart és dokkolószerkezetet), míg a műszaki egység fogadta magába az űrhajó hajtóműveit, az azokhoz szükséges hajtó- és oxidálóanyagot, valamint a létfenntartó rendszer tartályait és az energiaforrásokat. Az űrhajó manőverezését a kor legkorszerűbb számítógépe segítette, magát a helyzetváltoztatást kis, hidrogén-peroxid meghajtású rakétafúvókákkal oldották meg, míg az elektromos energia ellátásról üzemanyagcellák gondoskodtak. Az űrhajó tömege 29–30 tonna közé esett, hosszas súlycsökkentési programot követően.
Az űrhajó tervezésében hatalmas törést, változást hozott 1967 januárja, az Apollo–1 katasztrófája. Ekkor számos tervezési problémát tárt fel a balesetet kivizsgáló bizottság, és számos helyen kellett megváltoztatni az űrhajó konstrukcióját, elsősorban a tűzvédelem miatt a belső tér kialakítása, huzalozása és csövezése változott, valamint a mentést megakadályozó kabinajtó áttervezése valósult meg. Ekkor vetették el a Block I verzió további alkalmazását, és a továbbiakban csak a végleges, átalakított Block II űrhajók repültek. Az ember nélküli tesztekhez, így a hőpajzs próbáihoz vagy a Saturn rakétákkal való integrációs tesztekre és végül a teljes kiépítésű Saturn V-tel végzett végső tesztekre, így az Apollo–4-re és az Apollo–6-ra továbbra is az elkészült Block I-eket indították. A tűz utáni átalakításokkal 1968 nyarára lett kész a North American, és ekkor tűzték ki az első felszállást űrhajósokkal a fedélzeten 1968 októberére.

### Apollo–4
A NASA a hardver kipróbálásától egészen a holdra szállásig terjedően kidolgozott egy egymásra épülő, ABC jelekkel ellátott repülési sorrendet, amelynek első állomásai természetesen az űrhajóegységek kipróbálását célozták. Az ún. A jelű repülés az Apollo űrhajó repülést írta elő, a B jelű a holdkompét, automata üzemmódban. Azonban ezek egyike sem írta elő, hogy milyen rakétával kell megtenni. Így az Apollo űrhajó berepülését, vagyis az A típusú repülést mindkét rakétával, a kisebb Saturn IB-vel és a nagyobb Saturn V-tel is tervezték kivitelezni. Az első kísérletre az AS–201-gyel került sor 1966. február 26-án, amely azonban csak szuborbitális teszt volt, az igazi, az űrhajót Föld körüli pályára állító teszt a nagyrakétára maradt. Szakmai szempontból mindent egyszerre (all-out) tesztnek keresztelték el az ugyanúgy A típusú repülésnek besorolt tesztfelszállást, amelynek során az AS–501 jelölést kapott űrszerelvény (azaz az első éles repülésre szánt Saturn V, a CSM–017 jelű parancsnoki és műszaki egység, valamint az LTA–10R jelű holdkomp utánzat) repült elsőként, Föld körüli pályára állítva az Apollo űrhajót.
Az Apollo-program első Föld körüli tesztjére szintén elsőként került sor úgy, hogy nem a Cape Kennedy Air Force Station területéről, hanem a civil Kennedy Űrközpont területéről startolt el a hordozórakéta. Első volt abban az értelemben is, hogy először próbálták ki egyszerre, egy repülés keretében a Saturn V első – S-IC jelű – és második – S-II jelű – fokozatát. A még el nem készült holdkompot egy lényegében ballaszt szerepét betöltő eszközzel a Lunar Module Test Article névre hallgató, a holdkompot csak tömegében utánzó eszközzel helyettesítették. A parancsnoki egységet az Apollo–1 tűzesete után átfogó vizsgálatnak vetették alá, a CSM–014-et (lényegében a későbbi gyártmányokhoz a javítások tekintetében ez a példány szolgált élő tesztalanyként), mint a CSM–012 testvérét használva a vizsgálatokhoz és 1407 hibát találtak az ellenőrzések során. Ezeket a hibákat kijavították, és az űrhajót mint típust így engedték később repülni.
A startra 1967. november 9-én került sor a Kennedy Űrközpont 39-es indítóállásából helyi idő szerint 7:00-kor (12:00 UTC), a sajtó számára immár Apollo–4 néven emelkedett a magasba a rakéta (az Apollo–1 tűzesete után megváltoztatták a névadási szisztémát, az AS–204-et nevezve ki Apollo–1-nek, a két korábbi AS–201 és AS–203-at pedig Apollo–2-nek és Apollo–3-nak, és innentől kezdve következtek a következő repülések sorrendben tovább, kezdve az Apollo–4-gyel). A rakéta startja furcsa szenzációként hatott a jelenlevőkre, az erőteljes hanghatás és a járulékos hatások, az épületek, ablakok mind megremegtek, szabályos lökéshullám söpört végig a jelenlevőkön, mint egy robbanáskor). A start sikeres volt, a különböző mért paraméterek a tűréshatáron belül voltak a rakétánál, és az űrhajó rendben Föld körüli pályára állt. A felszálláskori impulzussal az űrhajó közel körpályára állt a Föld körül. Ezt követően távirányítással ellipszispályává alakították a keringést, jelentős magasságnöveléssel, a pálya földtávolpontja 17 218 km magas lett. Végül három keringés után a Csendes-óceánba csobbant a Midway-szigetek mellett az űrhajó, sikerrel teljesítve a repülés céljait.

### Közvetlen előzmények

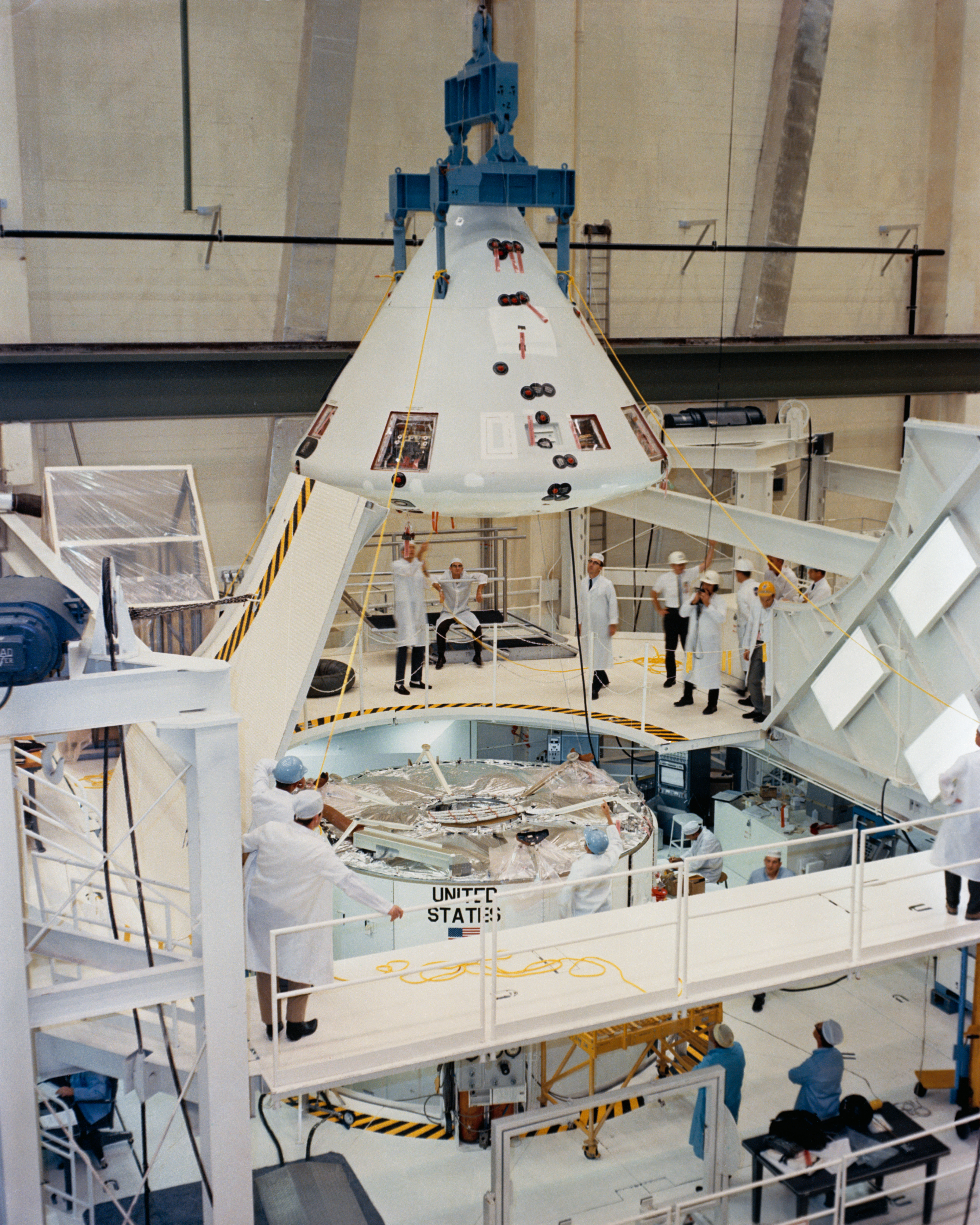
A CM–14 és SM–20 űrhajóegységek összeillesztése a végszerelés során Cape Kennedyn

Az Apollo–6 az Apollo–4-hoz képest egy lépcsővel fejlettebb feladatot kapott. A tervek szerint a rakétára ráépítették az Apollo űrhajót, és egy nem teljes értékű holdkompmakettet, az ún. holdkomptesztpéldányt (LTA – Lunar Test Article), amely csak méretében és tömegében utánozta a valódi holdkompot. A vibrációérzékelőkkel felszerelt űrhajóegységeket a tervek szerint holdirányú pályára küldték volna. Azonban a Hold nem volt éppen megfelelő pozícióban, ezért nem sokkal azután, hogy az S–IVB elindította az űrhajót a Hold képzeletbeli helye felé, begyújtották az űrhajó főhajtóművét, amellyel visszaalakították Föld körüli ellipszissé az űrhajó röppályáját, amelynek földtávolpontja rendkívül magasan, több mint 22 000 kilométeren volt, ám az mégis visszatért a Földre. Ezzel egyúttal szimulálták egy pályaközi repülésmegszakítás lépéseit, amikor valamilyen hiba miatt idő előtt vissza kellene térni.

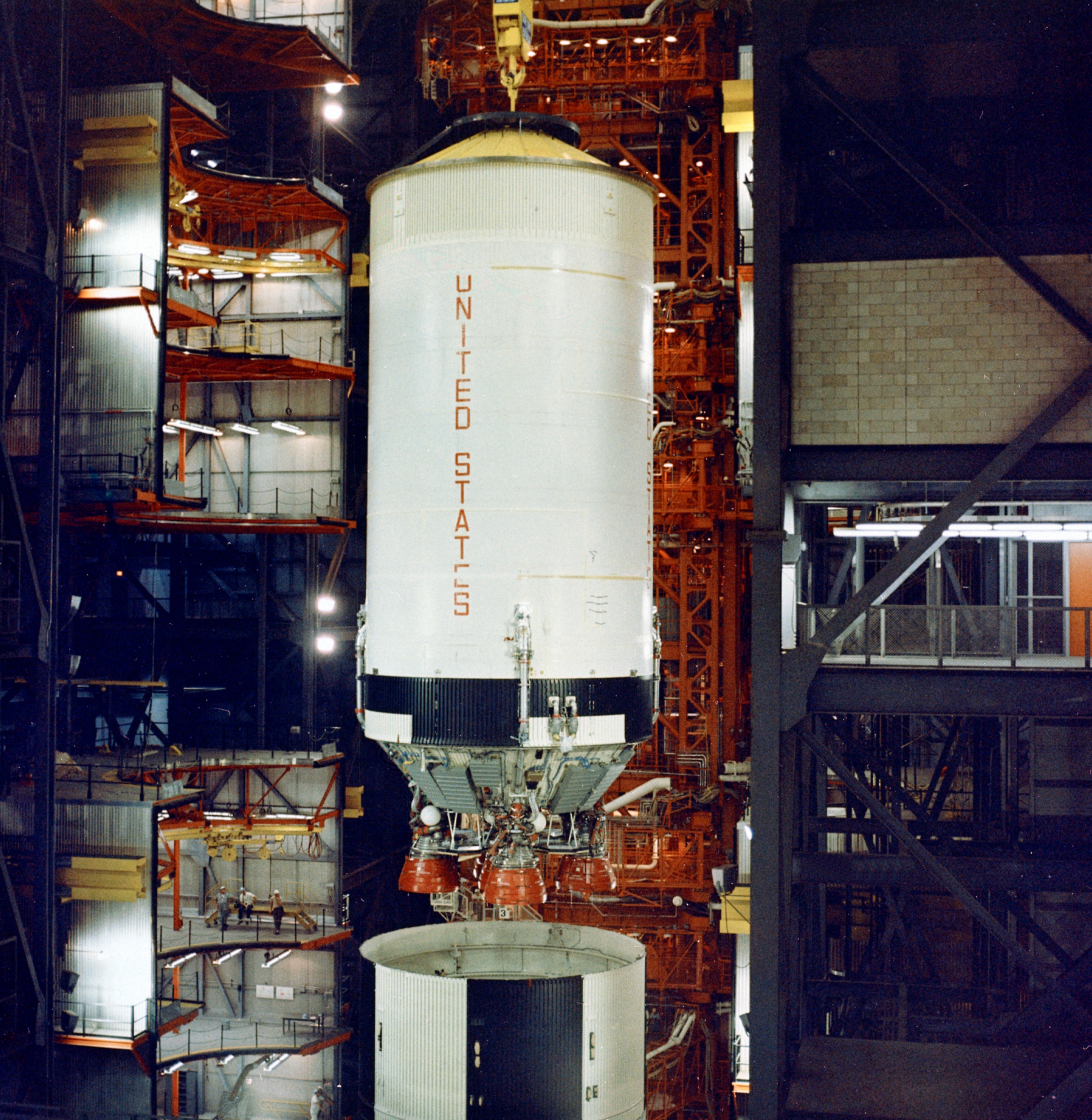
Az S-II fokozat helyére illesztése a VAB-csarnokban az AS–502 rakéta összeszerelésekor

Ez a teszt arra szolgált, hogy Saturn V valóban képes-e eljuttatni az Apollo űrhajórendszert a Holdhoz (és vissza), illetve mérjék a műveletek közbeni viselkedését, a rakétát ért vibrációkat. A szimuláció csak annyiban tért el egy eredeti körülmények közötti repüléstől, hogy az LTA 12 000 kg-os tömege csak 80%-a volt a valódi holdkompénak, míg az anyaűrhajót sem töltötték fel teljesen üzemanyaggal, így a tömege 3700 kg-mal volt kisebb a teljes tömegnél.
További cél volt az összeszerelő és logisztikai potenciál újabb elemeinek kipróbálása (az eredeti tervek szerint az összeszerelési, logisztikai és felbocsátási potenciált úgy alakították ki, hogy egyszerre több indítást is elő lehessen készíteni párhuzamosan az oroszokkal vívott verseny miatt, így több lehetőség is rendelkezésre állt az űrhajó előkészítésére, ezek hardverét akarták kipróbálni, hogy éles helyzetben valóban használható-e). Így az Apollo–6-ot a VAB 3-as csarnokában szerelték össze, az indítóállásban a 2-es számú mobil indítót, valamint a 2-es kilövés irányító központot használták.
A tesztek során fontos tényező volt az összeszerelés begyakorlása és különösen körültekintő – és ezáltal lassú – összeszerelési folyamat volt az űrszerelvény felkészítése az űrrepülésre. A Saturn V rakéta első fokozata, az S-IC 1967. március 31-én érkezett Cape Kennedyre, ahol négy nap múltán fel is állították a VAB-csarnokban. Ugyanezen napon megérkezett az S-IVB harmadik fokozat és a fedélzeti komputert magába foglaló Műszeregység (IU – Instrument Unit). A második fokozat, az S-II azonban csak két hónapos késéssel érkezett meg Floridába, ezért addig egy mérethű, súlyzó alakú adapterrel helyettesítették, amelyen ki voltak építve a csatlakozók, hogy a két másik fokozat tesztelését addig is el tudják végezni. Az S-II végül 1967. május 24-én érkezett meg, a helyére pedig július 7-én szerelték be. Érdekesség volt, hogy ugyan a VAB-ot úgy tervezték, hogy egyszerre 4 db Saturn V-öt is tudjanak benne építeni egy időben, azonban egyszerre csak egyetlen példány tesztelésére volt lehetőség.
A tesztrepüléshez egy Block I sorozatú űrhajót terveztek felszerelni a rakétára, amely egyfajta hibrid volt. Az űrhajó műszaki egysége az SM–14-es példány volt, amelynek parancsnoki egységét az Apollo–1 tüzének kivizsgálásához, a CSM–012-höz való összehasonlításhoz szétszerelték, míg a parancsnoki egység a CM–020 volt, ennek viszont a műszaki egysége egy tartályrobbanás során megsérült. Az űrhajó 1967. szeptember 29-én érkezett, és december 10-én szerelték rá a rakétára. A kész szerelvényt 1968. február 6-án szállították ki az indítóállásba.

## Repülés

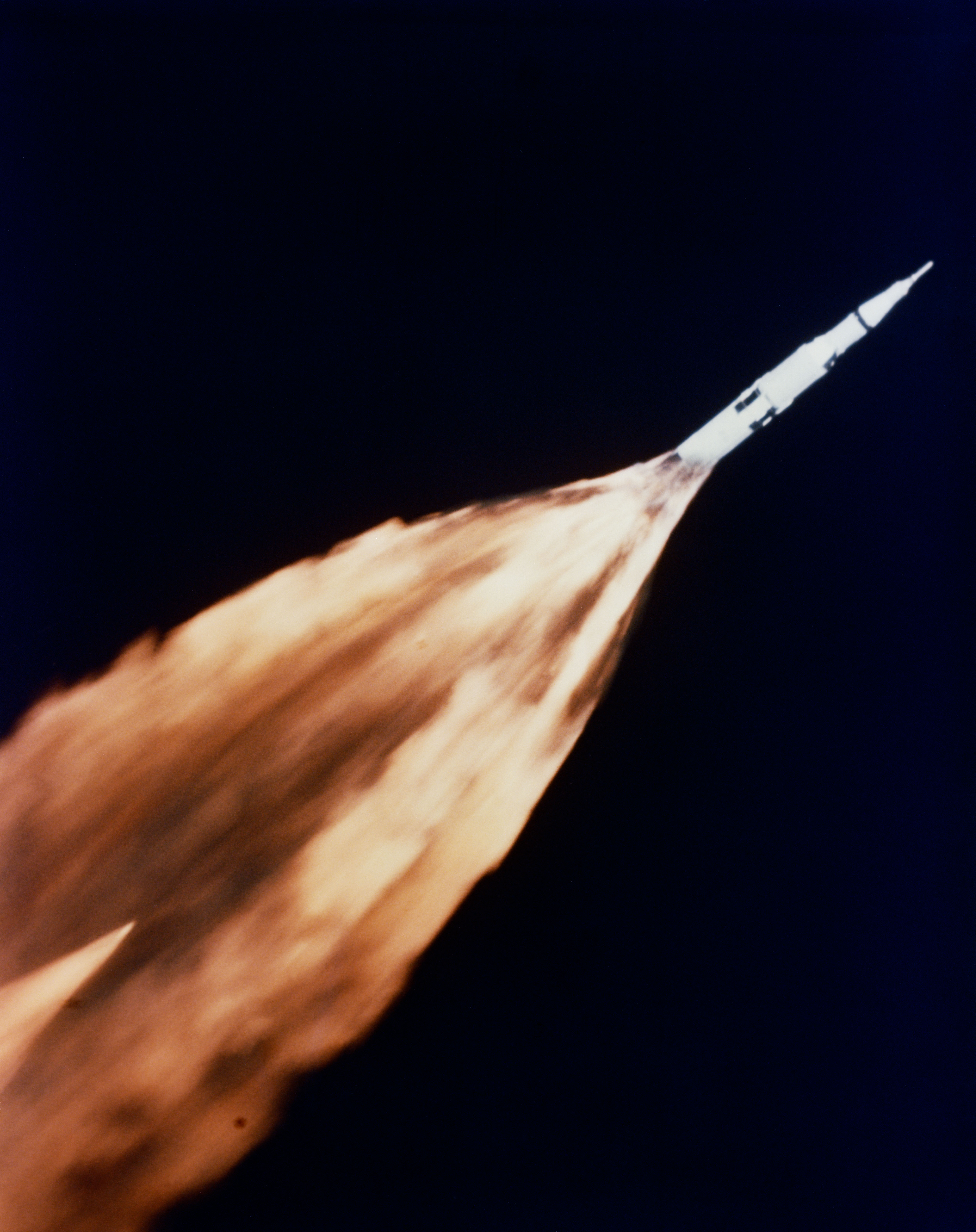
Az Apollo–6 felszállás közben - egy felderítő repülőgépről készített fotón – az óriásira nyúlt lángcsóván lovagolva

A felszállásra 1968. április 4-én 7:00-kor (12:00 UTC) került sor Cape Kennedy 39A indítóállásából. Azonban mindjárt a felszállás második percében problémák adódtak, az hajtóműben keletkező oszcilláló nyomásváltozások miatt hosszirányú rezgések (a rakétatechnikában „pogo oszcilláció” néven ismert jelenség) keletkeztek a rakétában, amitől az „rángatózni” kezdett. Ilyen jelenség jelentkezett korábban is, az Apollo–4 repülésen, azonban a mért értékek akkor tűréshatáron belül voltak, ezúttal azonban messze meghaladták azokat. Az Apollo–4-en mért értékek 0,1 g gyorsulás és lassulás különbséget mutattak, az elfogadható mérték limitjét még 0,25 g-ben határozták meg a Gemini-program idején, az Apollo–6-on mért legmagasabb érték 0,62 g volt. A rezgések 30 másodpercig voltak tapasztalhatóak. A mérnökök ennek a hatásnak tudták be, hogy a kamerák által is megfigyelt módon az űrhajót védő kúpos borítás megsérül, majd egyes helyeken le is válik a rakétáról.
Miután az S-IC fokozat tartályai kiürültek és levált a tovább repülő rakétáról, az S-II-vel is folytatódtak a problémák. A kettes számú hajtómű már a beindulástól kezdve problémásan működött, amely probléma aztán a T+319 másodperctől tovább súlyosbodott egészen addig, míg T+412 másodpercnél az IU komputere le nem állította a hajtóművet teljesen. Ezt tetézte, hogy 2 másodperccel később a hármas számú hajtómű is felmondta a szolgálatot. A megmaradt három hajtóművet aztán tovább kellett működtetni, hogy a hajtóanyag kifogyjon, ám a leállás pillanatában sem a tervezett magasság, sem a tervezett sebesség nem volt meg. Ez a megmaradt harmadik fokozatra, az S-IVB-re maradt, amelyet szintén tovább kellett működtetni, hogy a rakéta – és az űrhajó pályára álljon. A rakéta a tervezett 160,9 kilométer magas körpálya helyett egy 177,7x362,9 kilométeres ellipszis pályára állt.
A harmadik lényeges hiba már az orbitális pályán jelentkezett. Az igazi holdrepülések mintájára újra kellett indítani az S-IVB fokozat hajtóművét, ám az kudarcba fulladt, a hajtómű néma maradt, ami a mérnökök számára nagyobb rejtélyt jelentett, mint a korábbi pogo oszcilláció. A terveknek megfelelően ekkor leválasztották a Saturn V megmaradt fokozatát és a parancsnoki egység főhajtóművével az SPS-sel végeztek egy pályakorrekciós manővert. A hajtóművet 442 másodpercig járatva az űrhajó pályáját 22 259x33,3 kilométeresre alakították át, és extrém magasságból irányították a Föld felé az űrhajót, szimulálva a hőpajzs számára egy holdi visszatérést. A légköri visszatéréskor aztán már minden normálisan működött és a rendben nyíló három ejtőernyő kupolája alatt az Apollo–6 9 óra 57 perc 20 másodpercnyi repülés után, 43 kilométerrel elvétve a kitűzött célpontot leszállt a kiemelésére igyekvő U.S.S. Okinawa mellett a Csendes-óceánon Hawaii-tól északra. A meghajtás miatti pályaeltérések miatt itt sem teljesült egy tesztcél: a tervezett 37 000 km/h-s sebesség helyett mindössze 33 000 km/h-s sebességet sikerült elérni a visszatéréskor.

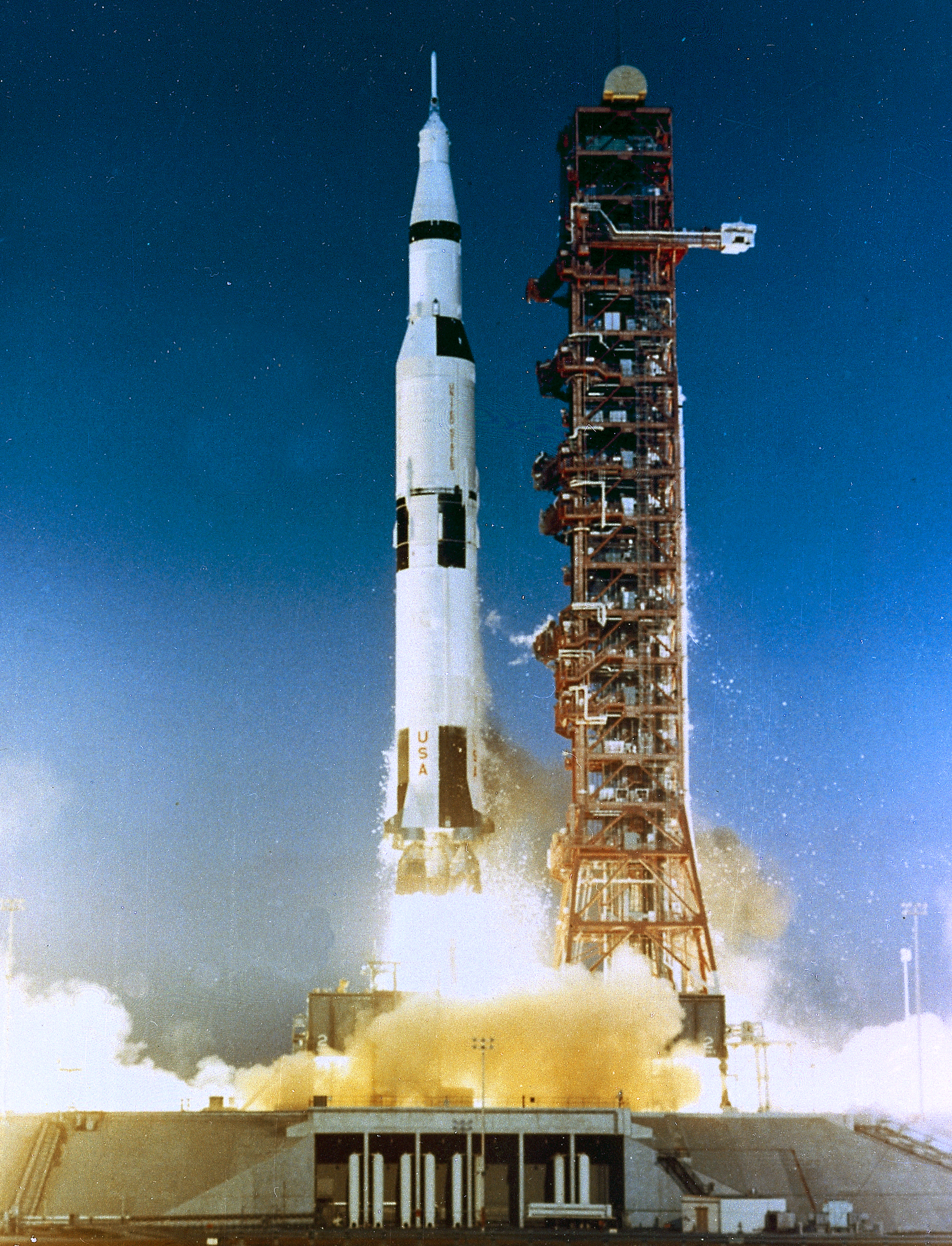
Az Apollo–6 startja
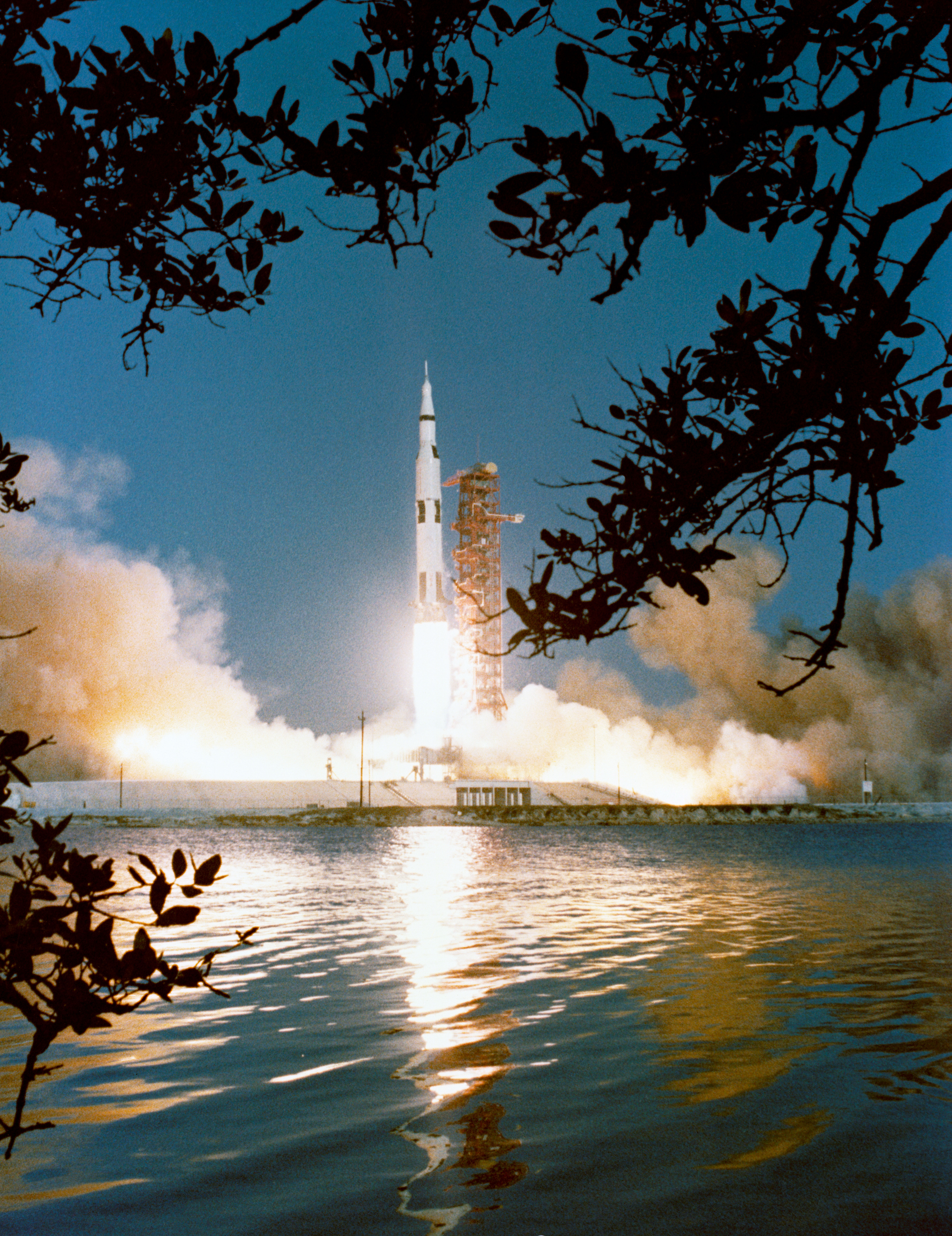
A start a Banana Riveren túli szemszögből
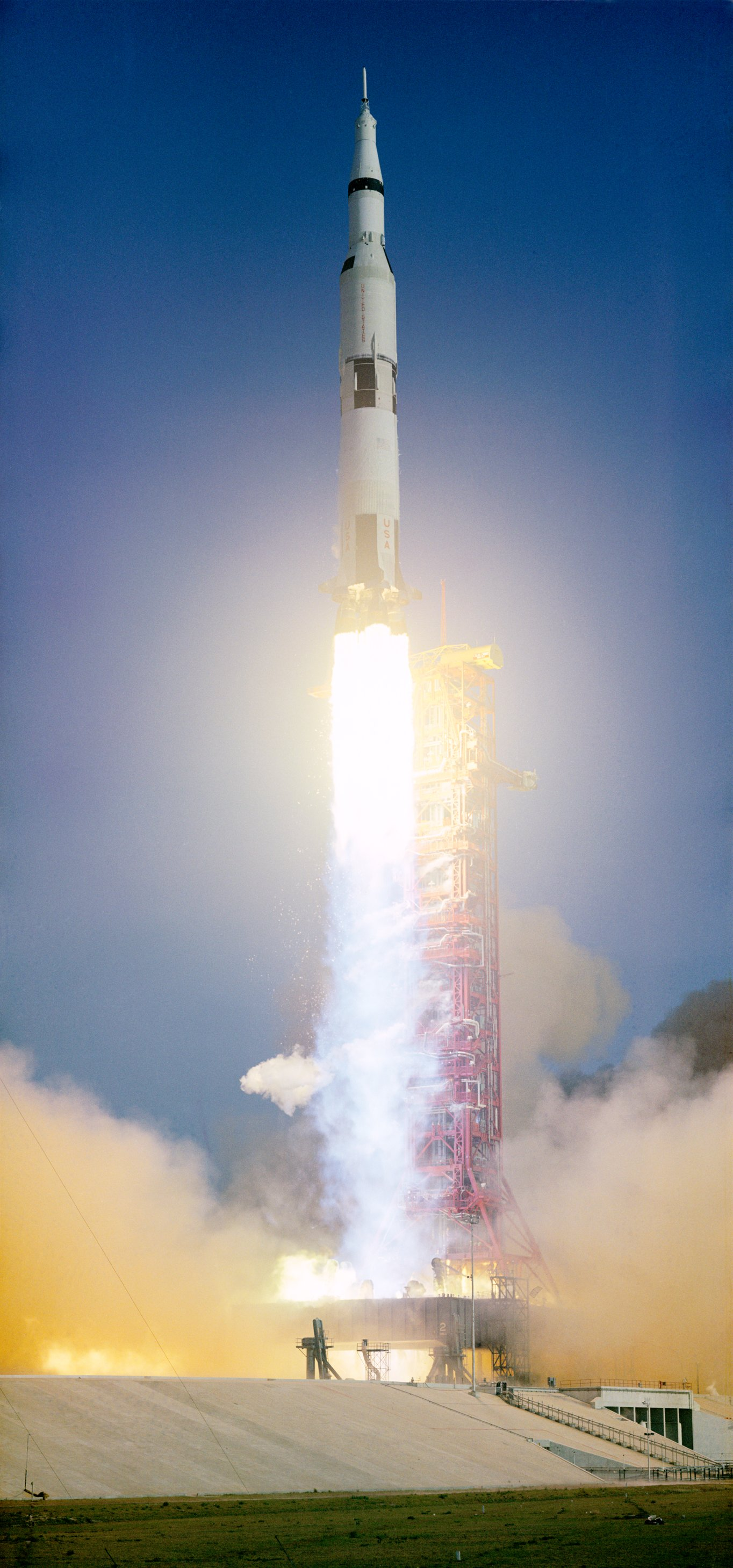
Emelkedik az Apollo–6
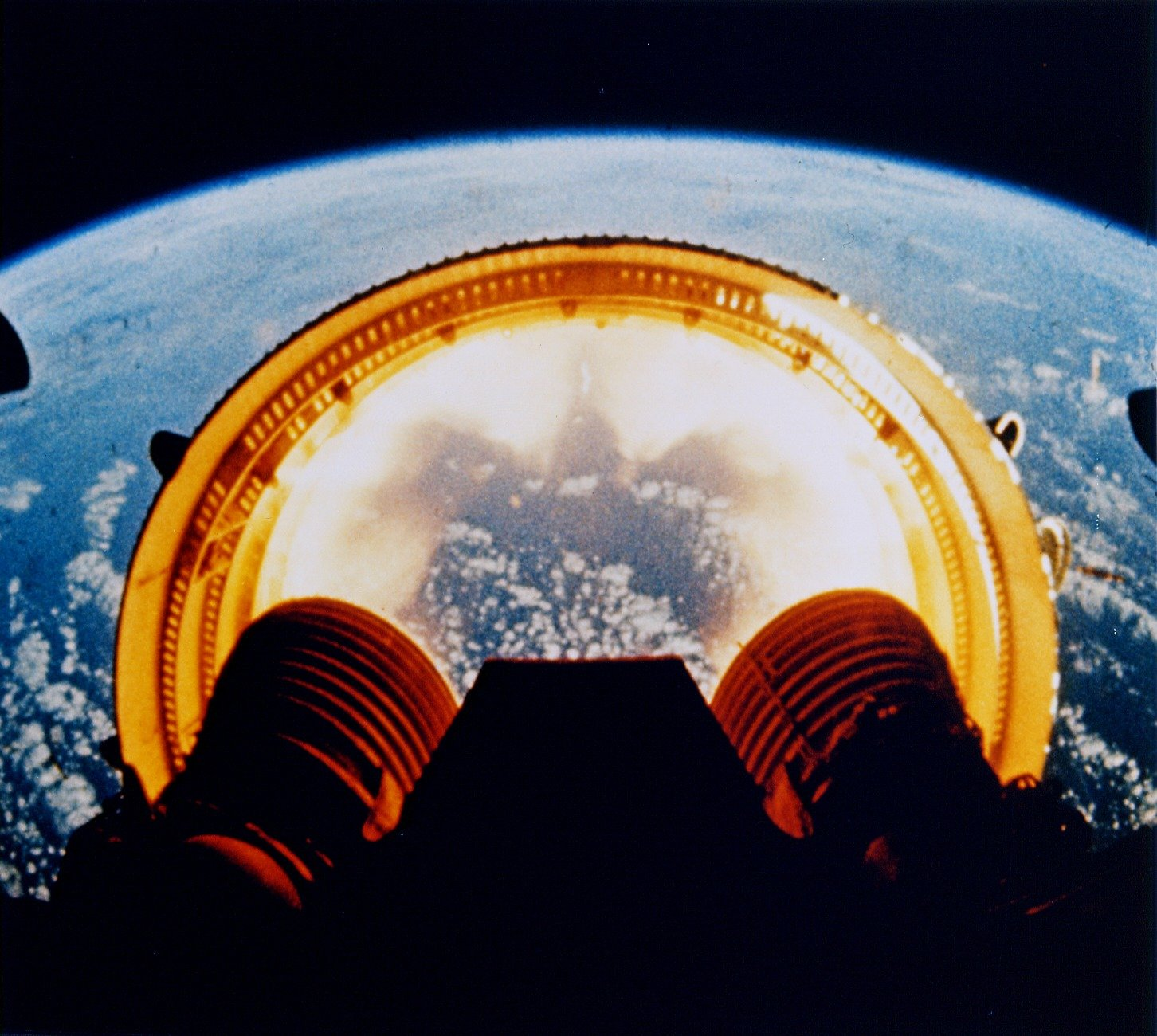
Fokozatleválás I.
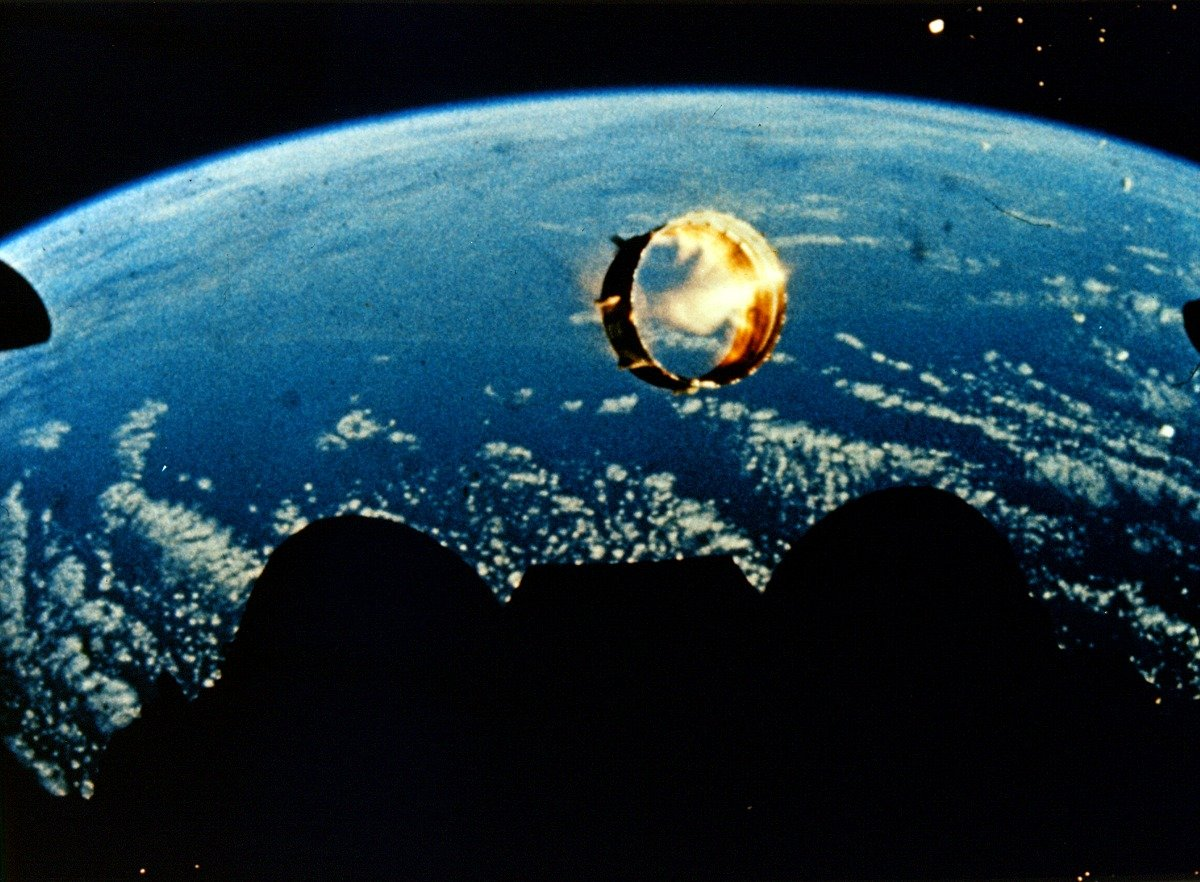
Fokozatleválás II.

## A hibák elhárítása
A legegyszerűbb a hibák elhárítása közül a pogo oszcilláció megoldása volt, mivel az egy ismert jelenség volt a rakétamérnökök körében (egyebek mellett az Apollo–4-en is előfordult, igaz sokkal kisebb mértékű vibrációval járt, illetve a Gemini-program során is több indításnál előfordult a Titan II rakétákon). A jelenséget az okozta, hogy időlegesen kisebb-nagyobb vákuum keletkezett az üzemanyagrendszerben, amelyet főként a hajtóanyag és/vagy az oxidálószer lötyögése okozott. A hajtómű akkor kezdett rángatni, amikor az üzemanyag- vagy oxidálóanyag-vezetékekben a vákuum hatására buborék keletkezett és az éppen odaért a hajtómű égésteréhez. A Gemininél nyomáskorlátozó csöveket és üzemanyaggyűjtő edényeket építettek a rendszerbe, ami megoldotta a problémát. Az Apollo–6 esetében több probléma összeadódó hatása volt a tűréshatáron túli nyomáslengés. Egyrészt az Apollo–4 esetében a rakéta felső végébe ültetett ballaszt teljesen más alakú és tömegű volt, mint a holdkomp, az Apollo–6 esetében az LTA azonban sokkal inkább imitálta a kis űrhajót mind tömegben, mind alakjában, amely jobban hatott a rakéta mozgására is, nagyobb lötyögést okozva az üzemanyagban. Ráadásul a rakétahajtóművek finomhangolásánál is hibát vétettek a mérnökök, két hajtómű hangolása is úgy sikerült, hogy a hajtómű saját rezgésének a frekvenciája megegyezett az egész rendszerével, ami erősítette a rezgéseket.
Rövid egyeztetés kezdődött, hogy vajon a legénység kibírná-e a terhelést, mert ha igen, inkább a tűréshatárokon változtatnának, ám amikor George Low, a felelős vezető határozottan nemet mondott, a Marshall Űrközpont mérnökei kivettek egy S-IC-t a gyártósorról, hogy tesztelhessék Huntsville-ben. Közben a gyártó Rocketdyne is tesztekbe kezdett az F–1 hajtóművön. A megoldást mindkét csapat héliumgáz adagolásában látta a hajtóanyag-vezetékekben. A Rocketdyne kísérletei azonban nem hoztak eredményt, a hat teszt közül négyben a hélium hozzáadásával még nagyobb rezgéseket észleltek. A huntsville-iek viszont egy héliumgyűjtő tartályt építettek be közvetlenül az égéstér elé és onnan adagoltak gázt előszelepeken keresztül, amely teljesen megoldotta az oszcillációt.
A másik probléma a második fokozat J–2 hajtóműveinek leállása, illetve a harmadik fokozatban ugyanennek a hajtóműnek az újraindítási hibája volt. A mérnökök egy tervezési hibát tártak fel a folyékony hidrogén vezetékében. Közvetlenül a szikráztató után volt egy harmonikás légzsák a csöveken, amely földi körülmények között normálisan viselkedett, azonban vákuumban vadul rázkódni kezdett, olyannyira, hogy eltörte a csövet, közvetlenül azután, hogy a hajtóanyag áramlása elérte a csúcsértéket. Megoldásképpen a vezetékezést megerősítették és olyan módosításokat vetettek be, ami feleslegessé tette a harmonikát.
További figyelmet kapott még a rakéta orrkúpjáról levált panelek kérdése is. A vizsgálat megállapította, hogy a start előtt a panelek méhsejtszerkezetében nedvesség ült meg, amely aztán a start, illetve az emelkedés közbeni súrlódás hatására elpárolgott, és felesleges belső nyomást képzett az űrhajó és a védőburkolat között, mivel a panelek teljesen zártak voltak és nem volt semmilyen szellőzés. A hiba kiküszöbölése érdekében lyukakat fúrtak a védőborításba, hogy biztosítsák a szellőzést és ne engedjenek felesleges nyomást képződni, valamint egy parafaréteget is kapott a burkolat, hogy a belső felületét hőszigetelve hűvösebben tartsák.